# Terme di Canosa antica
Le terme antiche di Canosa sono state costruite nel centro della città da Antonino Pio nel II secolo d.C.. Le terme erano collegate dall'acquedotto romano.